# DPd (Inschrift)

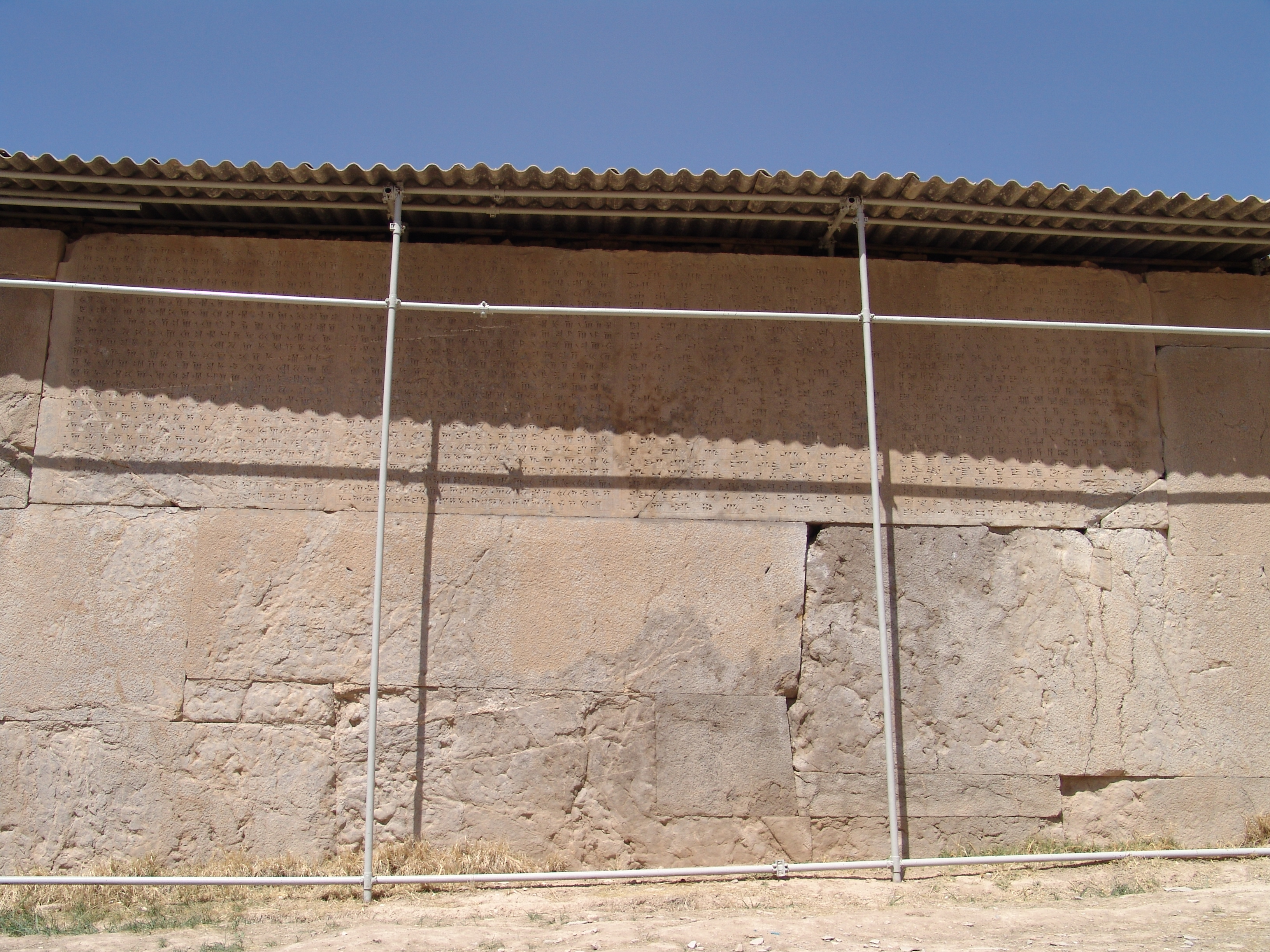
Die vier Inschriften mit DPd links außen an der erhaltenen Südmauer der Terrasse des Palasts von Dareios I.

DPd ist die Abkürzung einer Inschrift von Dareios I. (D). Sie wurde in Persepolis (P) entdeckt und von der Wissenschaft mit einem Index (d) versehen. Die Inschrift liegt in altpersischer Sprache vor.

## Inhalt
„§1. Ahuramazdā, der große, der der größte unter den Göttern (ist), - der hat Dareios (als) König erschaffen, der hat ihm das Reich verliehen; nach dem Willen Ahuramazdā (ist) Dareios König.
§2. Es kündet Dareios, der König: Dieses Land Persien, das mir Ahuramazdā verliehen hat, das schön (ist), mit guten Pferden (und) guten Mannen, nach dem Willen Ahuramazdā und von mir, Dareios, dem König, fürchtet sich nicht vor jemand anderem.
§3. Es kündet Dareios, der König: Mir soll Ahuramazdā Beistand bringen zusammen mit allen Göttern, und dieses Land soll Ahuramazdā schützen vor Feindesheer, vor Mißernte (und) vor Trug. Über dieses Land möge nicht kommen weder Feindesheer noch Mißernte noch Trug. Dies erbitte ich (als) Gunst von Ahuramazdā zusammen mit allen Göttern; diese Gunst soll mir Ahuramazdā gewähren zusammen mit allen Göttern.“

## Beschreibung
Die Inschrift DPd ist eine von vier jeweils 24 Zeilen umfassenden Inschriften (DPd–DPg) und befindet sich links außen auf einem rund 7 × 2 m großen Block, der in der obersten Steinreihe der erhaltenen Terrassen-Südmauer des Palasts von Dareios I. eingelassen ist. Die 1778 erstmals von Carsten Niebuhr veröffentlichten Inschriften sind in Altpersisch (DPd und DPe), Elamisch (DPf) und Akkadisch (DPg) verfasst, stellen aber keine Trilingue dar, sondern geben unterschiedliche Inhalte wieder. Um sie vollständig erfassen zu können, musste man alle drei Sprachen beherrschen.
Der Monolith mit den vier Inschriften weist verschiedene Risse auf, von denen einer schräg durch die linke untere Ecke von DPd führt. In der Umgebung des Risses ist die Oberfläche zum Teil stark erodiert, so dass verschiedene Keilschriftzeichen schwierig zu lesen sind. Die Schrift ist einheitlich und zeigt eine gleiche Ordnung und ähnliche Zeichenformen wie in der Behistun-Inschrift. Die Inschriften DPd und DPe zählen wegen des Inhalts und der Schriftführung („Pinselduktus“) zu den früheren altpersischen Inschriften. Alireza Shapour Shahbazi datiert sie auf 515/514 v. Chr. und Günter Schweiger auf den Zeitpunkt der Entstehung der Behistun-Inschrift. Die Inschrift befindet sich in situ (am Ursprungsort).

## Rezeption
Der Standort der vier Inschriften an der Südmauer erscheint angesichts der heutigen Gesamtanlage von Persepolis ungewöhnlich. Berücksichtigt man aber, dass der Eingang zur Terrasse zur Zeit der Herrschaft von Dareios I. im Süden lag, waren die Inschriften prominent ausgestellt.
Die vier Inschriften sind durch ihre Einsprachigkeit bemerkenswert. Sie bilden eine Art von Tetralogie. Die erste Inschrift, DPd, ehrt das persische Volk und erbittet seinen Schutz durch Ahuramazda. Amélie Kuhrt bezeichnet sie als „Gebet für Persien“. Die zweite Inschrift, DPe, listet die Völker auf, die sich der persischen Armee unterworfen haben. Dareios I. wendet sich in dieser Inschrift an den Leser und bittet ihn, das persische Volk zu beschützen, denn dieses sei der Garant für das Glück. Amélie Kuhrt ordnet DPe als Bekräftigung „der persischen Vormachtstellung im Reich“ ein. Pierre Lecoq interpretiert den Inhalt ähnlich. Die Inschrift gebe einen wichtigen Hinweis auf die politische Funktion von Persepolis und bekräftige die Überlegenheit und die herausragende Rolle des persischen Volkes.
Die dritte Inschrift, DPf, ist in elamischer Sprache abgefasst und behandelt als einzige die Konstruktion des Palasts auf der Terrasse. François Vallat übersetzt den elamischen Begriff für den Palast in dieser Inschrift mit „Festung“.
Die akkadische Inschrift, DPg, hat einen universellen Inhalt, der ebenfalls in anderen Inschriften anzutreffen ist. Sie betont die Vielfalt des Reichs und lässt eine Parallele zwischen der Erschaffung der Erde durch Ahuramazda und dem Bau des Palastes durch Dareios entstehen. Die folgende Passage mit den Völkern erinnert an die Inschriften von Susa (DSf, DSz und DSaa), in denen die Völker, die den Palast errichteten, detailliert aufgelistet sind.